# Astragalus schachdarinus
Astragalus schachdarinus är en ärtväxtart som beskrevs av Vladimir Ippolitovich Lipsky. Astragalus schachdarinus ingår i släktet vedlar, och familjen ärtväxter. Inga underarter finns listade i Catalogue of Life.